# Teshima Shiro
Teshima Shiro (26 tháng 2 năm 1907 - 6 tháng 11 năm 1982) là một cầu thủ bóng đá người Nhật Bản.

## Đội tuyển bóng đá quốc gia Nhật Bản
Teshima Shiro thi đấu cho ĐTQG Nhật từ năm 1930.

## Thống kê sự nghiệp
| Đội tuyển bóng đá Nhật Bản | Đội tuyển bóng đá Nhật Bản | Đội tuyển bóng đá Nhật Bản |
| Năm                        | Trận                       | Bàn                        |
| -------------------------- | -------------------------- | -------------------------- |
| 1930                       | 2                          | 2                          |
| Tổng cộng                  | 2                          | 2                          |